# Surudi Milli
Surudi Milli é o hino nacional do Tajiquistão. A letra foi escrita por Gulnazar Keldi e a música por Suleiman Yudakov, que é a mesma do antigo hino tajique durante o domínio soviético do país. Apesar de independente da União Soviética desde 9 de setembro de 1991, a nova letra foi adotada oficialmente apenas em 7 de setembro de 1994.